# Megaselia acuta
Megaselia acuta är en tvåvingeart som beskrevs av Schmitz 1935. Megaselia acuta ingår i släktet Megaselia och familjen puckelflugor. Inga underarter finns listade i Catalogue of Life.